# 聖彼得堡列賓美術學院

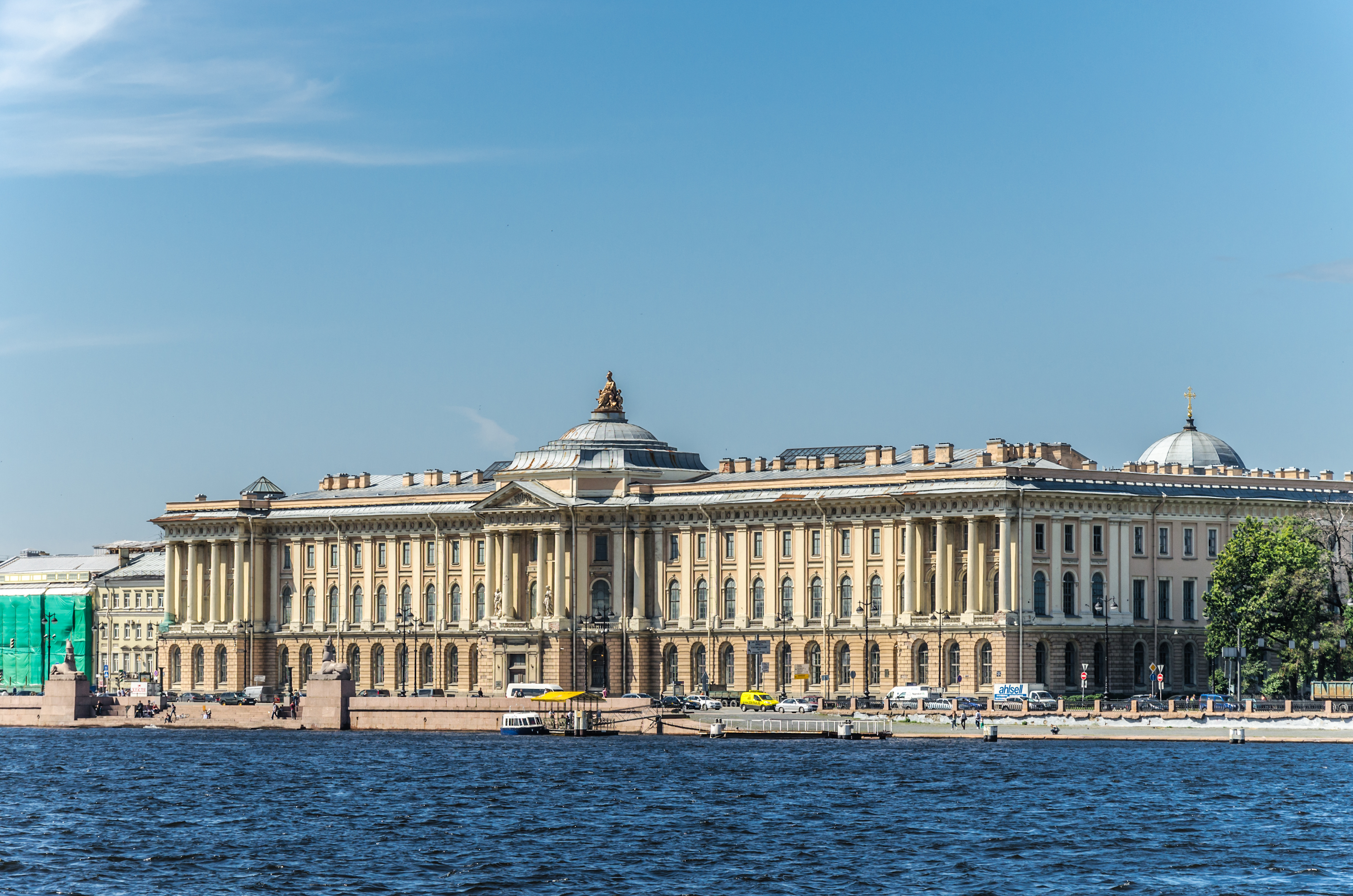
列宾美术学院

聖彼得堡列賓美術學院（俄语：Санкт-Петербургская академия художеств имени Ильи Репина）位于俄罗斯圣彼得堡市中心，全名绘画、雕塑与建筑艺术研究学院。

## 历史
由俄罗斯教育家伊万·伊万诺维奇·舒瓦洛夫于1757年倡议建立；1764年11月4日女沙皇叶卡婕琳娜亲自颁布命令宣布帝国艺术学院诞生，19世纪初逐步完善。1918年苏俄人民委员会将其停办，1932年恢复，以俄国画家伊利亚·列宾的名字命名。
现任校长是俄罗斯人民艺术家、教授奥列格·阿尔卡加耶维奇·伊里门耶夫。
毕业生可得到画家、版画家、雕塑家、建筑艺术家等资格证书。

## 专业设置
- 绘画系: 架上繪畫, 架上繪畫修復 (繪畫與聖像畫) , 大型景畫, 舞台美術, 宗教繪畫
- 雕塑系
- 版画系
- 建筑学系
- 藝術史論系

## 著名校友
- 列宾
- 艾中信
- 羅工柳
- 伊凡·康斯坦丁諾維奇·艾瓦佐夫斯基
- 格奥尔吉·瓦西列维奇·科维丘克
- 彼得·瓦西里耶夫
- 謝爾蓋·奧西波夫
- 列夫·奧列霍夫
- 葉夫根尼亞·安季波娃
- 尼古拉·巴斯卡科夫
- 亞歷山大·阿庚
- 维克托·瓦斯涅佐夫
- 阿納托利·瓦西里耶夫
- 瓦西里·伊萬諾維奇·蘇里科夫
- 库因德日
- 伊凡·伊凡諾維奇·希施金
- 波连诺夫
- 瓦連京·謝洛夫
- 伏鲁别里

## 官方网站
- 列宾美术学院 （页面存档备份，存于）